# Родольфо Кота
Родольфо Даміан Кота Роблес (ісп. Rodolfo Damián Cota Robles, нар. 3 липня 1987, Мазатлан, Мексика) — мексиканський футболіст, воротар клубу «Леон».

## Клубна кар'єра
У дорослому футболі дебютував 2007 року виступами за команду клубу «Пачука».
2014 року відправився в оренду до клубу «Пуебла».
2015 року також на правах оренди приєднався до складу клубу «Гвадалахара». Відіграв за клуб з Гвадалахари 88 матчів в національному чемпіонаті.
У травні 2018 року перейшов до складу «Леона».

## Виступи за збірні
2017 року залучався до складу молодіжної збірної Мексики та зіграв один матч.
2017 року дебютував в офіційних матчах у складі національної збірної Мексики. Наразі провів у формі головної команди країни 1 матч.

## Титули і досягнення
- Чемпіон Мексики (2):

«Гвадалахара»: Клаусура 2017
«Леон»: 2020
- Володар Кубка Мексики (3):

«Пуебла»: Клаусура 2015
«Гвадалахара»: Апертура 2015, Клаусура 2017
- Володар Суперкубка Мексики (1):

«Гвадалахара»: 2016
- Переможець Ліги чемпіонів КОНКАКАФ (2):

«Гвадалахара»: 2018
«Леон»: 2023
- Срібний призер Золотого кубка КОНКАКАФ: 2021